# Neal Hefti
Neal Hefti, född 29 oktober 1922 i Hastings, Nebraska, död 11 oktober 2008 i Toluca Lake norr om Los Angeles, Kalifornien, var en amerikansk jazztrumpetare, kompositör och musikarrangör. 
Som trumpetare arbetade Hefti bland annat med Charlie Barnet och Woody Herman. Han hade sin storhetstid som kompositör och arrangör under 1950-talet och komponerade bland annat flera kända låtar åt Count Basie. Senare under sin karriär ägnade han sig främst åt att skriva filmmusik. Till hans mest kända kompositioner hör "Batman Theme", signaturmelodi till tv-serien Läderlappen.

## Filmmusik i urval
- 1963 – Sex and the Single Girl
- 1965 – Boeing Boeing - vi flyger i luften
- 1965 – Hur man mördar sin fru
- 1966 – Duel at Diablo
- 1966 – Läderlappen (TV-serie)
- 1967 – Barfota i parken
- 1968 – Omaka par
- 1968 – P.J.
- 1975 – Won Ton Ton, the Dog Who Saved Hollywood